# Fred Kite
 (février 2015).
Si vous disposez d'ouvrages ou d'articles de référence ou si vous connaissez des sites web de qualité traitant du thème abordé ici, merci de compléter l'article en donnant les références utiles à sa vérifiabilité et en les liant à la section « Notes et références ».
Fred Kite, aussi connu sous le pseudonyme de « Buck », né le 5 janvier 1921 à Newcastle-sous-Lyme (Royaume-Uni) et mort en juin 1993, est un soldat britannique énormément décoré pour ses faits d'armes pendant la Seconde Guerre mondiale. Il a en effet la distinction unique d'être le seul membre de l'armée britannique à avoir reçu la médaille militaire trois fois durant cette guerre.

## Biographie
Il s'engagea dans l'armée dès l'année de ses 17 ans, et entra au 3e régiment royal blindé. Pour sa bravoure au combat, il reçut la médaille militaire et deux palmes (plus la palme est élevée, plus la médaille devient importante).
Il reçut en janvier 1943, la médaille du courage après avoir mené à bien une mission spéciale de reconnaissance. Il obtint sa première palme pour sa conduite, son initiative et son courage pendant une mission près du village de Bras (Normandie) en juillet 1944. Sa dernière palme lui a été attribuée encore une fois pour son courage après une sérieuse blessure au Grand-Bonfait, toujours en Normandie.
La signature du maréchal Montgomery apparait sur chacune de ses trois citations, d'abord comme Général commandant la 8e armée, puis comme Commandant en chef du 21e groupe armé et enfin en tant que maréchal.
Kite a également servi en Égypte, en Crète et en Grèce, finissant sa carrière avec le grade de sergent. Le roi George VI lui-même lui a décerné ses médailles au palais de Buckingham.